# Naftali Bennett
Naftali Bennett (in ebraico נַפְתָּלִי בֶּנֶט‎?; Haifa, 25 marzo 1972) è un politico, ex militare israeliano e primo ministro di Israele dal 13 giugno 2021 al 1º luglio 2022.
Dal 1º luglio 2022 ricopre il ruolo di vice primo ministro di Israele nell'ambito di una rotazione istituzionale avvenuta nel suo governo. Nel corso della sua carriera politica, ha coperto la carica di ministro dell'economia, ministro degli affari di Gerusalemme, della diaspora e ministro dei servizi religiosi dal 2013 al 2015, ministro dell'istruzione dal 2015 al 2019, ministro della difesa dal 2019 al 2020. Bennett è il leader del partito Nuova Destra.
Dopo le elezioni parlamentari del 2021, ha provocato l'allontanamento di Netanyahu formando una coalizione eterogenea di otto partiti - che andavano dalla sinistra all'estrema destra e comprendeva una lista islamista - che ha ottenuto un voto. Naftali Bennett è diventato così primo ministro e tale sarebbe dovuto rimanere fino al 2023, quando gli sarebbe succeduto il centrista Yair Lapid. Alla fine si è dimesso il 30 giugno 2022 ed è divenuto primo ministro supplente mentre Lapid gli è succeduto come primo ministro.

## Biografia
Nato a Haifa, Bennett è il terzogenito di Jim e Myrna Bennett, due ebrei statunitensi che fecero l'Aliyah da San Francisco nel 1967, poco dopo la guerra dei sei giorni. Nel 1990 Bennett ha prestato servizio nell'unità di ricognizione Sayeret Matkal, raggiungendo il grado di maggiore. Completato l'addestramento da ufficiale, Bennett ha prestato servizio nelle forze di difesa israeliane (IDF) come comandante di plotone e comandante di compagnia nell'unità Maglan. Nel 1999 Naftali Bennett è diventato co-fondatore e co-proprietario della società statunitense Cyota, venduta nel 2005 a 145 milioni di $. Nel 2009, Bennett è stato amministratore delegato di Soluto, una startup israeliana venduta alla RSA Security nel 2013 per 100-130 milioni di $.
A partire dal 2006 Bennett divenne capo dello staff di Benjamin Netanyahu, aderendo al Likud. Nel 2010, Bennett entrò ufficialmente in politica fondando, insieme ad Ayelet Shaked, il movimento politico extra-parlamementare My Israel. Nel 2012, Naftali Bennett vinse con il 67% le primarie del partito La Casa Ebraica, diventando il leader del partito.
Nelle elezioni parlamentari in Israele del 2013, sotto la guida di Bennett, per la prima volta il partito La Casa Ebraica si aggiudicò 12 seggi su 120, un grande successo dopo anni in cui il partito non riusciva a superare la soglia di 3 seggi. Nello stesso anno, sotto la guida del primo ministro Benjamin Netanyahu, Bennett venne nominato ministro dell'economia, ministro dei servizi religiosi, ministro di Gerusalemme e ministro degli affari della diaspora. Nel 2015 Bennett venne nominato ministro dell'istruzione e ministro degli affari della diaspora. Nel dicembre 2018, insieme ad Ayelet Shaked, Bennett ha fondato il partito New Right che, tuttavia, nelle elezioni parlamentari in Israele dell'aprile 2019, non ha varcato la soglia di sbarramento. Nelle elezioni parlamentari in Israele del settembre 2019, unitosi alla coalizione dei partiti di destra, il partito New Right si assicurò 3 seggi e Naftali Bennett venne nominato ministro della difesa. Nel 2020, Bennett è diventato il leader dell'alleanza Yamina. A inizio giugno 2021 viene designato primo ministro di un governo formato da una coalizione molto eterogenea a cui partecipano partiti sia della destra sia della sinistra israeliana, con una formula particolare secondo la quale avrebbe dovuto detenere la carica per due anni per poi passarla a Yair Lapid, cosa che tuttavia, per via della crisi di governo innescatasi nel maggio-giugno 2022, è stata anticipata al 1º luglio 2022 nel quadro di precedenti da accordi governativi che prevedevano tale obbligo in caso di crisi parlamentari, sebbene il governo fosse diventato, ormai, di fatto dimissionario per via della recente approvazione di scioglimento della Knesset, il parlamento israeliano.
Bennett è laureato in legge all'Università Ebraica di Gerusalemme.

## Servizio militare

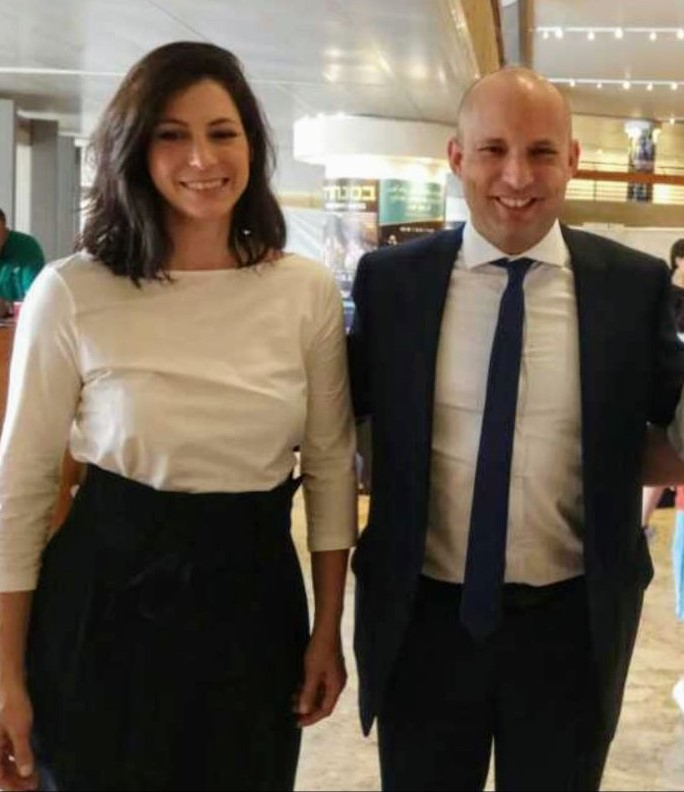
Naftali Bennett con la moglie

Nel 1990, Naftali Bennett si è arruolato nelle forze di difesa israeliane dove ha prestato servizio nell'unità Sayeret Matkal, un'unità di forze speciali che si occupa principalmente di operazioni di anti-terrorismo ed intelligence. Dopo aver terminato il servizio regolare, Bennett fu selezionato per seguire l'addestramento per ufficiali. Bennett prestò servizio come comandante di plotone e, successivamente, come comandante di compagnia. Durante la sua carriera militare, Bennett ha condotto numerose operazioni di antiterrorismo nel Libano meridionale.
Terminato il servizio militare, Bennett ha conseguito una laurea in giurisprudenza presso l'Università Ebraica di Gerusalemme. Nel 2002, durante la Seconda Intifada, Bennett partecipò all'operazione Scudo difensivo, volta a porre fine all'ondata di attacchi terroristici palestinesi. Durante la guerra del Libano, fu richiamato come riservista nell'unità delle forze speciali Maglan e partecipò a una missione contro Hezbollah.
Naftali Bennett ha continuato a prestare servizio come riservista nell'unità Sayeret Matkal fino al 2013, congedandosi con il grado di maggiore.

## Il successo imprenditoriale
Nel 1999, Naftali Bennett ha co-fondato Cyota, uno società di software anti-frode, e ne è stato amministratore delegato fino al 2005, anno in cui la società è stata venduta a RSA Academy per $145 milioni. Nel 2009 Bennett divenne amministratore delegato di Soluto, un'azienda high-tech venduta nel 2013 per un valore tra $100–130 milioni.
Prima di entrare in politica, Bennett ha investito del capitale in numerose aziende come la Payoneer, quotata nella borsa valori Nasdaq con una valutazione di $3,3 miliardi.

## Attività politica
Nel 2005, Naftali Bennett divenne capo gabinetto del partito guidato dall'allora primo ministro Benjamin Netanyahu, supportando la redazione del piano di riforma dell'istruzione promosso dal primo ministro e guidando la campagna delle primarie di Netanyahu per la presidenza del Likud nell'agosto 2007. Nel marzo 2008, Bennett ha lasciato l'ufficio di Netanyahu.

## Primo ministro di Israele
il 9 maggio 2021, Naftali Bennett e Yair Lapid, leader del partito d'opposizione Yesh Atid, hanno raggiunto un accordo di coalizione che ha permesso loro di stabilire la formazione di un nuovo governo. Il 30 maggio, Bennett ha annunciato la creazione di un governo di rotazione che avrebbe visto lui e Lapid alternarsi nel ruolo di primo ministro. In particolare, gli accordi finalizzati fra le due fazioni politiche stabilirono che Bennett avrebbe assunto il ruolo di primo ministro fino all'agosto 2023 e Yair Lapid lo avrebbe succeduto fino al 2025, anno della fine della legislatura. Naftali Bennett ha prestato giuramento il 13 giugno 2021, diventando il primo primo ministro israeliano ad indossare la kippah.
Il Re Mohammed VI del Marocco ha inviato una lettera speciale di congratulazioni al primo ministro Bennett dopo il suo insediamento. Bennett ha risposto affermando che "avrebbe lavorato per rafforzare le relazioni israelo-marocchine in tutti gli ambiti". Israele e Marocco hanno ripristinato le relazioni diplomatiche il 10 dicembre 2020 nell'ambito dell'accordo di normalizzazione Israele-Marocco.
Il 13 settembre 2021, Naftali Bennett si è recato a Sharm el-Sheik per incontrare il presidente dell'Egitto Abdel Fatah al-Sisi e discutere "gli sforzi per rilanciare il processo di pace" tra Israele ed i Palestinesi".
Per la prima volta nella storia dello Stato di Israele, il 13 dicembre 2021 Naftali Bennett, nelle vesti di primo ministro, si è recato ad Abu Dhabi dove è stato ricevuto dal principe della Corona, Mohammed bin Zayed al-Nahyan. Durante l'incontro, Bennett ha discusso con lo sceicco degli Emirati Arabi Uniti le relazioni bilaterali tra i due Paesi dopo gli accordi di Abramo. “Il messaggio che desidero trasmettere ai leader degli Emirati Arabi Uniti e ai cittadini degli Emirati è che la collaborazione e l'amicizia reciproche sono naturali. Siamo vicini e cugini. Siamo i nipoti del profeta Abramo”, ha detto il premier israeliano, aggiungendo che la firma degli accordi di Abramo “sono la prova migliore che lo sviluppo delle relazioni bilaterali è un tesoro prezioso per noi e per l'intera regione”.
Il 27 settembre 2021, Naftali Bennett ha tenuto il suo primo discorso presso l'Assemblea generale delle Nazioni Unite. In questa occasione, Bennett ha parlato della lotta alla pandemia di COVID-19 e della necessità di combattere la polarizzazione politica. Bennett ha inoltre denunciato il terrorismo sponsorizzato dall'Iran, segnalando lo sforzo della Repubblica Islamica nell'acquisizione di armamenti nucleari e l'impegno di Israele ad ostacolare la realizzazione di questo obiettivo.
Il 15 febbraio 2022, Naftali Bennett è stato il primo capo del governo israeliano ad aver visitato il Bahrain. Durante la sua visita, Bennett ha visitato il palazzo reale del principe reggente e primo ministro del Bahrain Salman bin Hamad al-Khalifa dove, per la prima volta, sono risuonate le note dell'inno israeliano Hatikvah. L'incontro è avvenuto a meno di un anno e mezzo dalla firma degli accordi di Abramo, che hanno normalizzato i rapporti tra Israele e Bahrein.
A seguito dell'invasione russa dell'Ucraina, Naftali Bennett si è offerto come mediatore tra il presidente russo Vladimir Putin e il presidente ucraino Volodymyr Zelenskyj. Il 5 marzo 2022, Bennett si è recato a Mosca dove ha discusso con Putin la crisi ucraina. A seguito dell'incontro, il primo ministro israeliano si è recato a Berlino dove ha incontrato il cancelliere tedesco Olaf Scholz ed altri leader mondiali.

## Vita privata
La moglie di Bennett, Gilat, era laica prima di osservare il sabato ebraico e le leggi religiose ebraiche kosher riguardanti il cibo. È una pasticciera professionista. La coppia ha quattro figli e vive a Ra'anana, una città a circa 20 chilometri a nord di Tel Aviv e a 2 chilometri dal Mediterraneo. Come i suoi fratelli, Bennett osserva l'ebraismo ortodosso moderno.
Naftali Bennett è il più giovane di tre fratelli.